# 29668 Ipf
29668 Ipf è un asteroide della fascia principale. Scoperto nel 1998, presenta un'orbita caratterizzata da un semiasse maggiore pari a 2,5981506 UA e da un'eccentricità di 0,1033188, inclinata di 2,97321° rispetto all'eclittica.